# Вшивая горка
Вши́вая го́рка (также Швивая, иногда Шивая, Ушивая, Швейшая) ― историческое название урочища в Москве, располагавшегося на возвышенности в Заяузье, образованной высокими берегами Москвы-реки и Яузы.

## Описание
Возвышенность Вшивой горки не ограничена склонами со всех её сторон, так что на самом деле она не гора и даже не холм: в русских народных говорах горой может называться любая возвышенность или склон, в том числе и высокий речной берег.
На северо-восточном крае этой возвышенности проходит Николоямская улица, далее к юго-востоку через неё проходит Яузская улица, переходящая в Верхнюю Радищевскую. По её вершине проходит Гончарная улица, которую Большой Ватин переулок соединяет с набережной Яузы и Яузской улицей. Верхняя Радищевская и Гончарная улицы на юге выходят к Таганской площади. На западе возвышенность ограничена Котельнической набережной.
Возвышенность Вшивой горки соседствует с другими историческими урочищами: на юго-востоке — Таганка, на востоке, через Николоямскую улицу, небольшой холм Лыщикова гора. На юго-западе, ниже по течению Москвы-реки её высокий берег — Красный холм, в свою очередь переходящий в урочище Крутицы — всё то, что теперь называют Таганским холмом.
Вид на Вшивую горку считался одним из самых живописных в Москве.
Путеводитель по Москве первой половины XIX века предлагал: «Вы, почтенный читатель, конечно, не откажетесь остановиться и полюбоваться прелестнейшим видом Вшивой горки и устья крутоберегой Яузы; точно, сей вид прелестен: это смесь столичного великолепия с милою простотою природы».
Таким его можно увидеть на картине французского пейзажиста Жерара Делабарта.
Вшивая горка была ещё и удобной обзорной точкой. Оттуда немецкий художник Дж. Ф. Тилькер в 1806 году сделал рисунки для панорамы Москвы, а в 1880-х годах были сделаны несколько живописных видов города для фотоальбомов, изданных Николаем Найдёновым.

## История

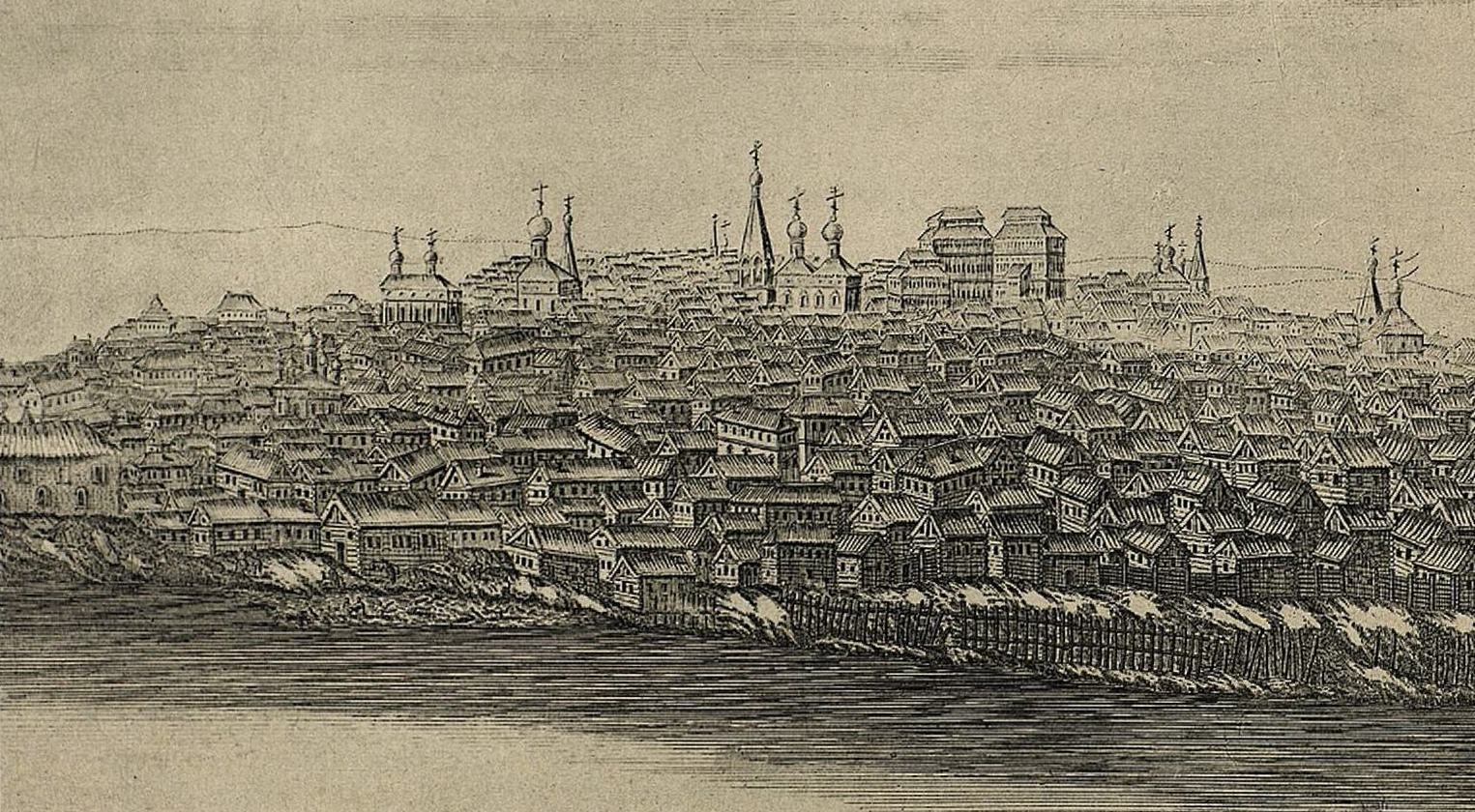
Вшивая горка в начале XVIII века, фрагмент гравюры «Вид Москвы из Замоскворечья» П. Пикарта, ок. 1708 г.

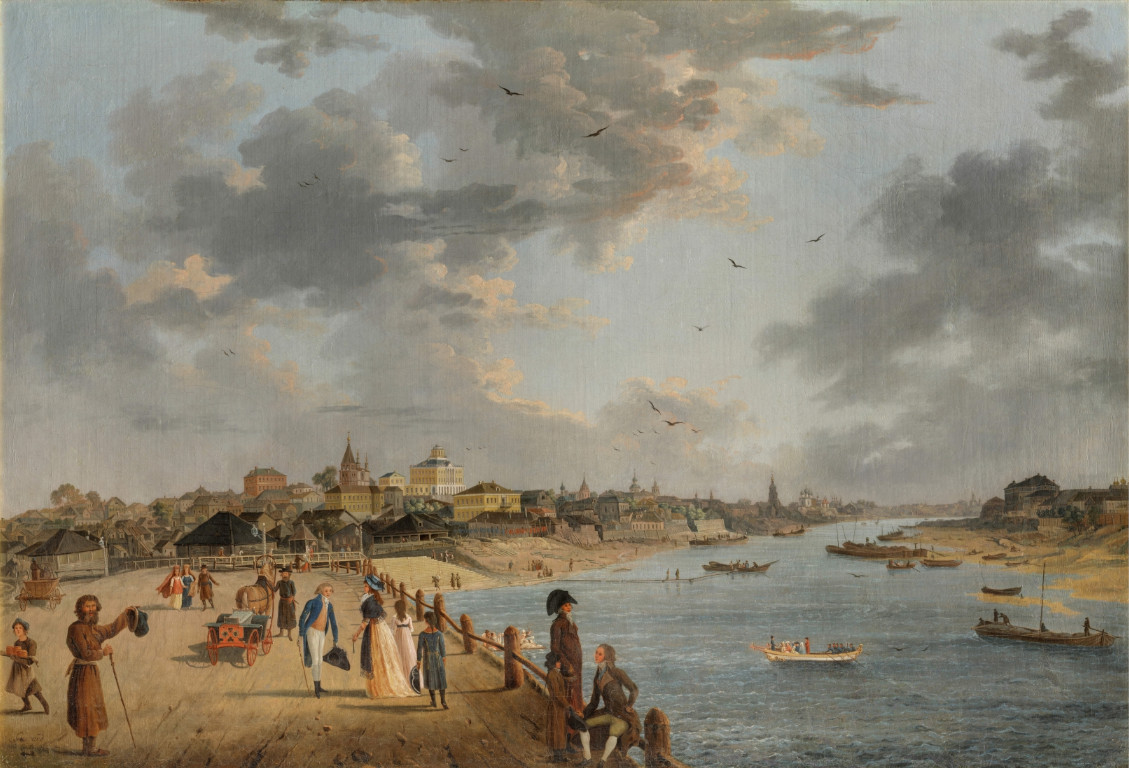
Вид Яузского моста и дома Шапкина в Москве, Ж. Делабарт, 1797 г.

По утверждению российского историка XIX века И. М. Снегирёва, Вшивая горка упоминается («на Вшивой горке, на Шивой, на Горе») в летописях 1476 года и в Филаретовой рукописи 1611 года. Упоминание о Вшивой горке в Москве встречается в народной песне, датируемой XVI веком: «Побежала-то [Авдотья Романовна] на горку на Вшивую [в Москве]».
Москвовед В. Л. Снегирёв указывал на упоминание о Вшивой горке в купчих XVII века. Подобные упоминания можно найти и в записях «Актовых книг Москвы XVIII столетия», например, относящихся к 1702 году.
Место расположения Вшивой горки можно найти в «Описании частей города…» в книге А. Ф. Шафонского «Описание моровой язвы, бывшей в столичном городе Москве с 1770 по 1772 год», которое впоследствии было включено в «Описание императорского столичного города Москвы» 1782 года В. Г. Рубана.
В XVII веке плотность населения на Вшивой горке была одной из самых высоких в городе. Здесь было выстроено несколько церквей. Улицы на ней сформировались на месте крутых тропинок, идущих вниз с вершины горки до Яузы и Москвы-реки.
В те времена окрестности Вшивой горки были довольно неблагополучным местом: посреди мельничного пруда на Яузе
«были островки, на которых находились бани и пивоварня, принадлежавшие Воспитательному дому. В пивоварне производилась неуказная продажа пива. На всех островках проживало много разного звания людей, беспаспортных, беглых, разгульных и мошенников. Тут был притон им».
Начало благоустройству Москвы было положено в 1722 году. В «Инструкции московской полицеймейстерской канцелярии» Петра I указывалось: «по рекам и протокам каждому против своих дворов, где были обрубы, делать их снова и насыпать землю накрепко, дабы и по берегам проезд был свободный».
В XVIII веке после отмены слобод часть улиц на Вшивой горке стала застраиваться каменными домами. Одним из самых заметных был главный дом с бельведером купеческой усадьбы на вершине горки, ныне известной как усадьба Тутолмина на Гончарной улице. На восточном склоне горки, ныне на Яузской улице, была выстроена обширная Усадьба Баташёва. Для постройки этих усадеб были выкуплены десятки дворов.
К началу XIX века на Вшивой горке появились новые каменные дома и усадьбы, однако в целом эта местность продолжала напоминать лабиринт: «[склон Вшивой горки] представляет следы древности азиатского вкуса: нет прямой улицы, множество пересекающих друг друга переулков и так искривлены, что многие образуют неправильные дуги; скат с горы к Москве-реке усеян небольшими домиками с огородами и пустырями.
Как будто нарочно, над сею кучею разнообразных маленьких домиков возвышается великолепный дом, бывший Тутолмина…».
И в начале XX века можно было увидеть, что в северной части горки, ближе к Яузе «всё чаще попадающиеся фигуры оборванцев, босяков, нищих говорят нам о близости беднейших кварталов Москвы. Дома становятся ниже, печальнее, беднее. <…> За церковью [Великомученика Никиты] целой сетью расходятся переулки, кривые и горбатые, со странными, многоугольными домами, неровными тротуарами и выбитой мостовой».

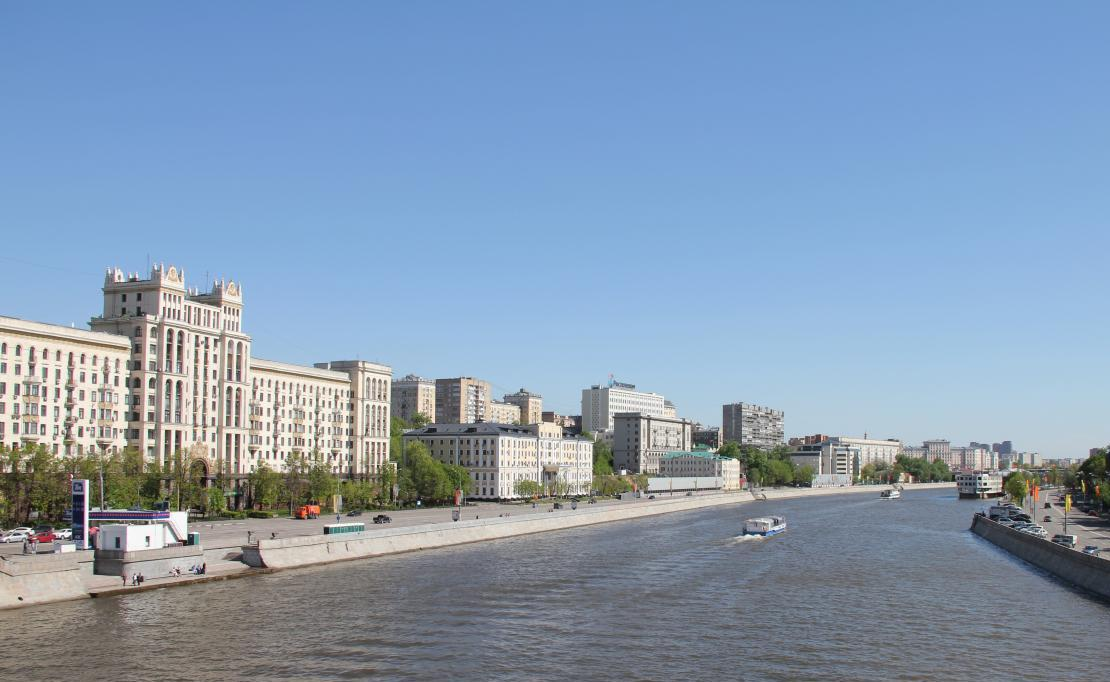
Котельническая набережная, 2014 год

После Октябрьской революции, когда столица страны была перенесена обратно в Москву, правительством новой страны была поставлена задача перевоплощения Москвы в город, соответствующий его новому статусу.
Согласно планам 30-х годов XX века набережные Москвы-реки, в их числе Котельническая и Гончарная, должны были существенно преобразиться: вместо «старых хибарок» должны были появиться «грандиозные жилые массивы».
Последующее строительство XX века и начала XXI века существенно изменило вид этой местности.
Склоны Вшивой горки, вслед за другими горками Москвы: Мухиной, Воронухиной на Москве реке, Гостиной на правом берегу Яузы, оказались скрыты за высокими постройками поздних времён.
Естественный рельеф береговых линий города во многом оказался утраченным: главный дом усадьбы Тутомлина, Мазуринским дом призрения бедных существенно искажены последующими перестройками. Церкви Великомученика Никиты и Николая Чудотворца практически не видны с берегов Москвы реки.
Доминанта современного ландшафта — сталинский высотный дом и череда многоэтажных зданий Котельнической набережной.

## Происхождение названия
Вшивая горка ― историческое урочище в Москве. В широком понимании урочище — местность, имеющая устойчивое название у местного населения. Местность, о названии которой договорились, «уреклись», люди.
Этимология названия Вшивая горка недостаточно ясна. В путеводителе 1831 года можно прочесть: «Сия же самая гора носит название Вшивой или Швивой горки; не можем пояснить причины сих странных наименований и оставим сие на догадку самого читателя». Почти век спустя в путеводителе 1917 года: «Старинное название целого урочища Швивая горка очень трудно объяснить <…>
В народе она всегда зовётся Вшивой горкой, может быть потому, что местность эта исстари была заселена нечистоплотной городской беднотой».

### Вшивая горка
Вшивая горка — достаточно распространённый в России топоним. Он встречается в настоящее время или использовался в прошлом в Москве и в Московской области, в Переславле-Залесском, в Рыбинске, в Рязанской, в Смоленской областях, в Иркутске, в Пензе, в Иванове, в Ижевске, в Киржаче Владимирской области и других местах. Также производные от «вошь» используются во множестве других названий, например, Вшивый Колодезь в Воронежской области, река Вошиня в бассейне Рузы, речка Вшивка в бассейне Северки, в бассейне Оки река Вошка, озеро Вшивое, овраг Вшивый и так далее.
В русском языке слово вшивый в названии зачастую используется не в прямом смысле, от кровососущего насекомого, а в переносном.
Как метонимия: грязный, плохой, дурной, сорный, кривой, дрянной, вонючий и так далее, или же как метафора: как нечто мелкое, незначительное, бесполезное, неудобное, неприятное.
Например: крутая, неудобная для подъёма дорога, гора, или местность «плотно застроенная бедными избами» и даже кладбище: «умер — на Вшивую горку отправился».

### Швивая горка
Российский историк И. М. Снегирёв в 1823 году в своём дневнике записал: «Обедал у Л. Ф. Немова в Хамовниках, где узнал, что Вшивая горка называется Швивою от шведов…».
Судя по всему, начиная с XIX века и далее к началу XX-го название «Вшивая горка» стало представляться неблагозвучным, «одиозным», в связи с чем некоторые авторы того времени предполагали, что это название произошло в результате искажения какого-нибудь более древнего названия — Шивая, Швивая или Ушивая — и предлагались различные версии их происхождения:
- «Вшами в древности называли самых разных насекомых, а в этом месте их было особенно много»
- «Тут проходила дорога в Хиву (Шиву)»
- «По имени домовладельца»
- «Место поселения швецов (портных)»
- «Тут были заросли кустарника уши (чертополох или дягиль)»

С точки зрения современной топонимики такие предположения не выглядят достаточно убедительными. Скорее, вышеупомянутые названия представляются попытками исправления неблагозвучности уже устоявшегося к тому времени названия урочища путём создания эвфемизмов, заменой звуков в оригинале.

### Названия улиц
Вплоть до XIX века у многих улиц в Москве не было устоявшихся названий. Для указания расположения какого-либо владения или места в городе не пользовались названиями улиц и номерами домов, которых тогда и не было. Вместо этого указывалось название части города, урочища, приходской церкви, слободы и тому подобное.
Например, в так называемом Мичуринском плане Москвы 1739 года одна из улиц отмечена просто: «На Вшивой горке».
Улицу, отмеченную как «Вшивая горка», можно найти в альбоме карт «Частные планы столичного города Москвы…» начала XIX века.
В дальнейшем несколько улиц этого урочища в различных документах и картах указывались то как улица «Вшивогорская», переулок «Вшивогорский», то «улица Вшивая горка», «улица Швейная гора», «улица Швивая горка», «Швивогорская улица», то вновь «улица Вшивая горка». Уже при советской власти там можно было найти Вшивогорские Большой и Малый переулки, Вшивогорскую набережную и проезд.
Конец этим всем вариациям был положен в начале 20-х годов XX века, когда улица Вшивая (Швивая) горка была объединена с Гончарной улицей, получив название «улица Володарского». В 1992 году улице было возвращено название Гончарной. Тем не менее отклик истории сохранился в наименовании остановки общественного транспорта «Швивая горка» на Котельнической набережной.

## Культурный контекст
Вшивая горка, как место суетное и неблагополучное в Москве, населённое малокультурным людом, нашло своё отражение в русской литературе. Например, в поэме Якова Полонского «Мими» можно найти такие строки:
…Под горой, у Вшивой горки, 

Отдаётся для жилья 

Ветхий домик, три каморки, 

Грязный дворик и — подпорки 

Для верёвок и белья. 

Тут и леший жить не станет! 

И, однакож, домик занят 

Вот уже девятый год

В этой улице кабацкой, 

В этом домике живёт 

Генерал — конечно статский

Он в отставке, под судом, 

И кругом его — содом…
Яков Полонский, «Мими», 1876
В этой связи поэт-сатирик середины XIX века Николай Щербина в своей эпиграмме «Московским красным» награждает политиков левого толка того времени эпитетом «монтаньяры с Вшивой Горки», который был подхвачен Николаем Лесковым в романе «Некуда»:
…Час был поздний, и стали прощаться. Кажется уж не из чего бы начаться новым спорам, но маркиза в два слова дошла с Бычковым до того, что вместо прощанья Бычков кричал: 
– Да уж не жирондисты с Чистых Прудов что-нибудь сделают.

– И не монтаньяры со Вшивой Горки, – отвечала в экстазе маркиза.

– Да уж не жирондисты.

– Да уж и не монтаньяры.

– И не жирондисты.

– И не монтаньяры.
Розанов и Райнер оставались ещё несколько минут, послушали, как маркиза поносила монтаньяров со Вшивой Горки…
Николай Лесков, «Некуда», Книга 2 — Глава седьмая. «Красные, белые, пёстрые и буланые», 1864
Борис Пастернак писал («Охранная грамота»)

Трамвай медленно взбирался на Швивую горку. Там есть место, где сперва правый, а потом левый тротуар так близко подбираются под окна вагона, что, хватаясь за ремень, невольным движеньем нагибаешься над Москвой, как к поскользнувшейся старухе, потому что она вдруг опускается на четвереньки, скучно обирает с себя часовщиков и сапожников, подымает и переставляет какие-то крыши и колокольни и вдруг, встав и отряхнув подол, гонит трамвай по ровной и ничем не замечательной улице.